# Landgericht Roggenburg
Das Landgericht Roggenburg bzw. Landgericht Weißenhorn war ein von 1804 bis 1879 bestehendes bayerisches Landgericht älterer Ordnung mit Sitz in Roggenburg bzw. Weißenhorn, heute im oberschwäbischen Landkreis Neu-Ulm in Bayern. Die Landgerichte waren im Königreich Bayern Gerichts- und Verwaltungsbehörden, die 1862 in administrativer Hinsicht von den Bezirksämtern und 1879 in juristischer Hinsicht von den Amtsgerichten abgelöst wurden.

## Geschichte

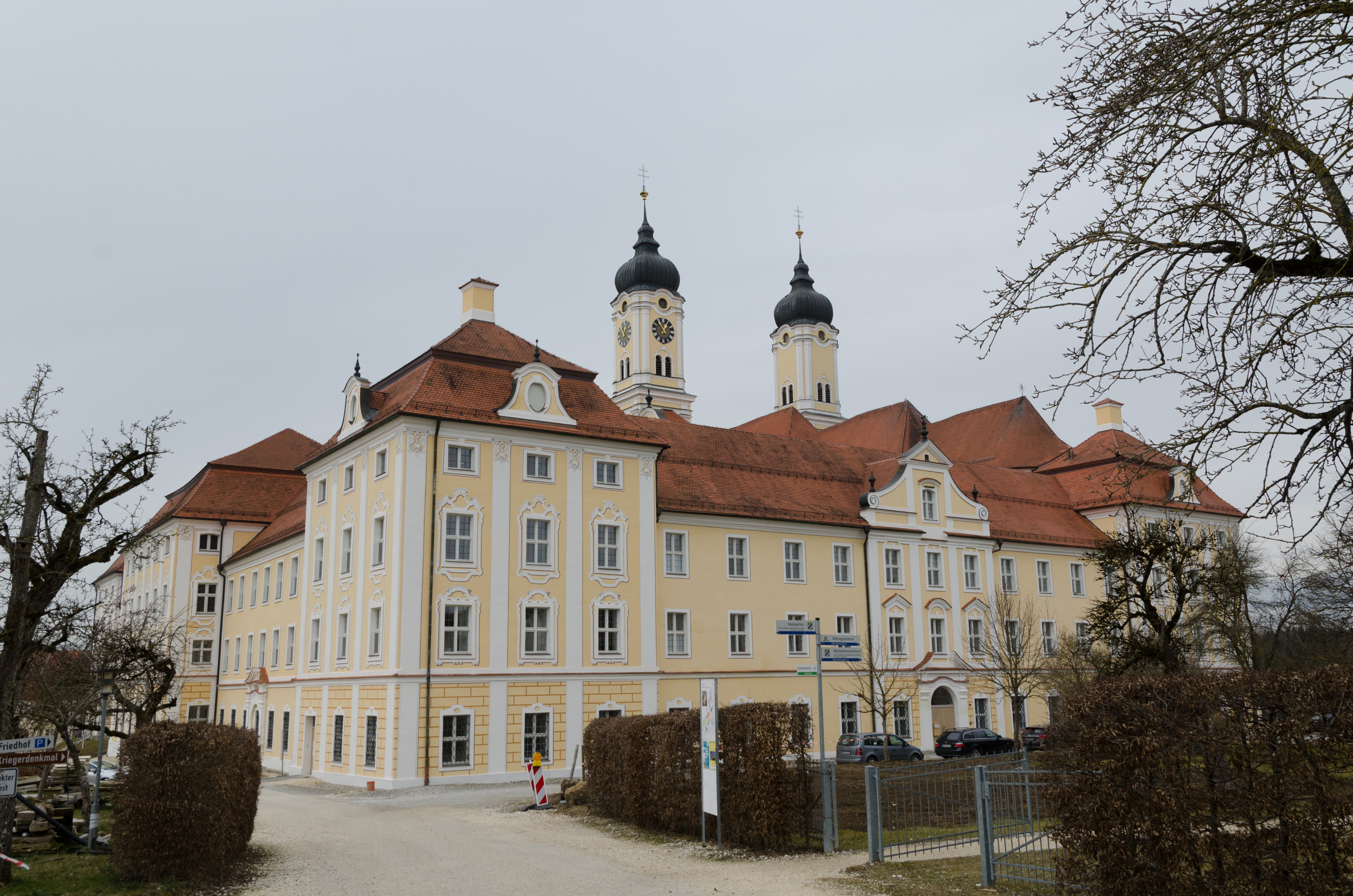
Kloster Roggenburg, Sitz des Landgerichts

Im Jahr 1804 wurde im Verlauf der Verwaltungsneugliederung Bayerns das Landgericht Roggenburg errichtet. Dieses kam ab 1810 zum Illerkreis und ab 1817 zum Oberdonaukreis, der 1838 in Schwaben und Neuburg (später nur noch Schwaben) umbenannt wurde.
Zum 1. Juli 1862 wurde der Sitz des Landgerichts nach Weißenhorn verlegt.
Aus dem Landgericht Weißenhorn wurde 1879 bei der Einführung des Gerichtsverfassungsgesetzes das Amtsgericht Weißenhorn.

## Gebäude
Das Landgericht Roggenburg war in einem Gebäude des durch Bayern säkularisierten Klosters Roggenburg untergebracht.